# Saxvattnet (Åsele socken, Lappland)
Saxvattnet är en sjö i Åsele kommun i Lappland och ingår i Ångermanälvens huvudavrinningsområde. Sjön har en area på 1,08 kvadratkilometer och ligger 327 meter över havet.

## Delavrinningsområde
Saxvattnet ingår i det delavrinningsområde (711870-155481) som SMHI kallar för Utloppet av Saxvattnet. Medelhöjden är 361 meter över havet och ytan är 11,2 kvadratkilometer. Det finns inga avrinningsområden uppströms utan avrinningsområdet är högsta punkten. Vattendraget som avvattnar avrinningsområdet har biflödesordning 4, vilket innebär att vattnet flödar genom totalt 4 vattendrag innan det når havet efter 220 kilometer. Avrinningsområdet består mestadels av skog (73 procent) och sankmarker (11 procent). Avrinningsområdet har 1,09 kvadratkilometer vattenytor vilket ger det en sjöprocent på 9,7 procent.